# エドガー・ハワード・スターティヴァント
エドガー・ハワード・スターティヴァント（Edgar Howard Sturtevant、1875年3月7日 - 1952年7月1日）は、アメリカ合衆国の言語学者。ヒッタイト語とインド・ヨーロッパ語族の比較言語学の研究によって知られる。代表的な著書に『ヒッタイト語比較文法』がある。

## 経歴
出生から修学期
1875年、イリノイ州ジャクソンビルで生まれた。1893年に地元のイリノイ・カレッジ（祖父が創立者のひとりだった）に入学し、2年後にインディアナ大学に移った。1898年に卒業した後、奨励金を得てシカゴ大学で言語学を研究し、1901年にラテン語の格に関する研究で博士の学位を取得した。
言語学研究者として
1901年からインディアナ大学ほかでラテン語やギリシア語を教えた。1907年にコロンビア大学の古典文献学の講師の職につき、1913年に助教になったが、1920年に大学の改組にともなって罷免され、しばらくの間は銀行員として働いた。その後1923年にイェール大学に招かれ、1927年には言語学教授に就任した。
1943年に退官した後もイェール大学のあるニューヘイブンに住みながら、週に1度ニューヨーク市立大学ハンター校で教えていたが、1952年に没した。
スターティヴァントは1924年のアメリカ言語学会の創立者のひとりであり、1931年に会長をつとめた。学会による夏季の言語学研修会を提案して、1928年から研修会の最初の指導者をつとめた。1936年から翌年にかけて、アメリカ東洋学会の会長をつとめた。

## 家族・親族
- 弟：アルフレッド・ヘンリー・スターティヴァントは遺伝学で有名。
- 甥：ウィリアム・カーティス・スターティヴァント（英語版）はアルフレッドの子で甥にあたる。北アメリカの先住民族とその言語の研究で有名な人類学者。

## 主な著作・業績
1917年に言語学の入門書を書いているが、1942年にその大幅な改良版が出版された。
- Linguistic Change: An Introduction to the Historical Study of Language. (1917)
- An Introduction to Linguistic Science. Yale University Press. (1942)

初期の著作はギリシア語・ラテン語の言語学的記述とその歴史に関するものであった。
- The Pronunciation of Greek and Latin. University of Chicago Press. (1920)（1940年に改訂）

イェール時代には解読されて間もないヒッタイト語の研究に打ちこみ、1925年以降この言語に関する論文を次々に発表した。
- A Hittite Glossary. Baltimore: Waverly Press. (1931)（ヒッタイト語の語彙集。1936年に大幅に書きかえられた第2版、1939年に補遺が出版された）
- A Comparative Grammar of the Hittite Language. Linguistic Society of America, University of Pennsylvania. (1933)（ヒッタイト語比較文法。1951年改訂）
- Hittite Chrestomathy. Linguistic Society of America, University of Pennsylvania. (1935)（ヒッタイト語文例集。ベヒテルと共著）

ヒッタイト語などのアナトリア語派がほかのインド・ヨーロッパ語から再構される祖語とかけ離れた特徴を持つことを根拠に、「インド＝ヒッタイト語」から印欧祖語とアナトリア語派が分かれたとする仮説を提唱した（なおこの説を最初に主張したのはスイスのエミール・フォラーである）。この説にはレナード・ブルームフィールドらが賛成したが、一般的には支持されていない。
- “Remarks on the Lydian Inscriptions”. Language 1:  69-79. (1925). JSTOR 409364.（p.75にフォラー説への支持を表明している）
- “The Original Diphthongs in Hittite”. Language 6:  25-35. (1930). JSTOR 408768.（はじめて Indo-Hittite の名称を使用）
- “The Indo-Hittite Hypothesis”. Language 38:  105-110. (1962). JSTOR 410871.（1938年の講演をもとにする）

クリウォヴィチ、バンヴェニストらの喉音理論には最初反対であったが、後に熱心な支持者になった。
- The Indo-Hittite Laryngeals. Baltimore: Linguistic Society of America. (1942)